# Ault
Ault är en kommun i departementet Somme i regionen Hauts-de-France i norra Frankrike. Kommunen ligger i kantonen Ault som tillhör arrondissementet Abbeville. År 2022 hade Ault 1 369 invånare.

## Befolkningsutveckling
Antalet invånare i kommunen Ault
| Referens: INSEE |

## Galleri

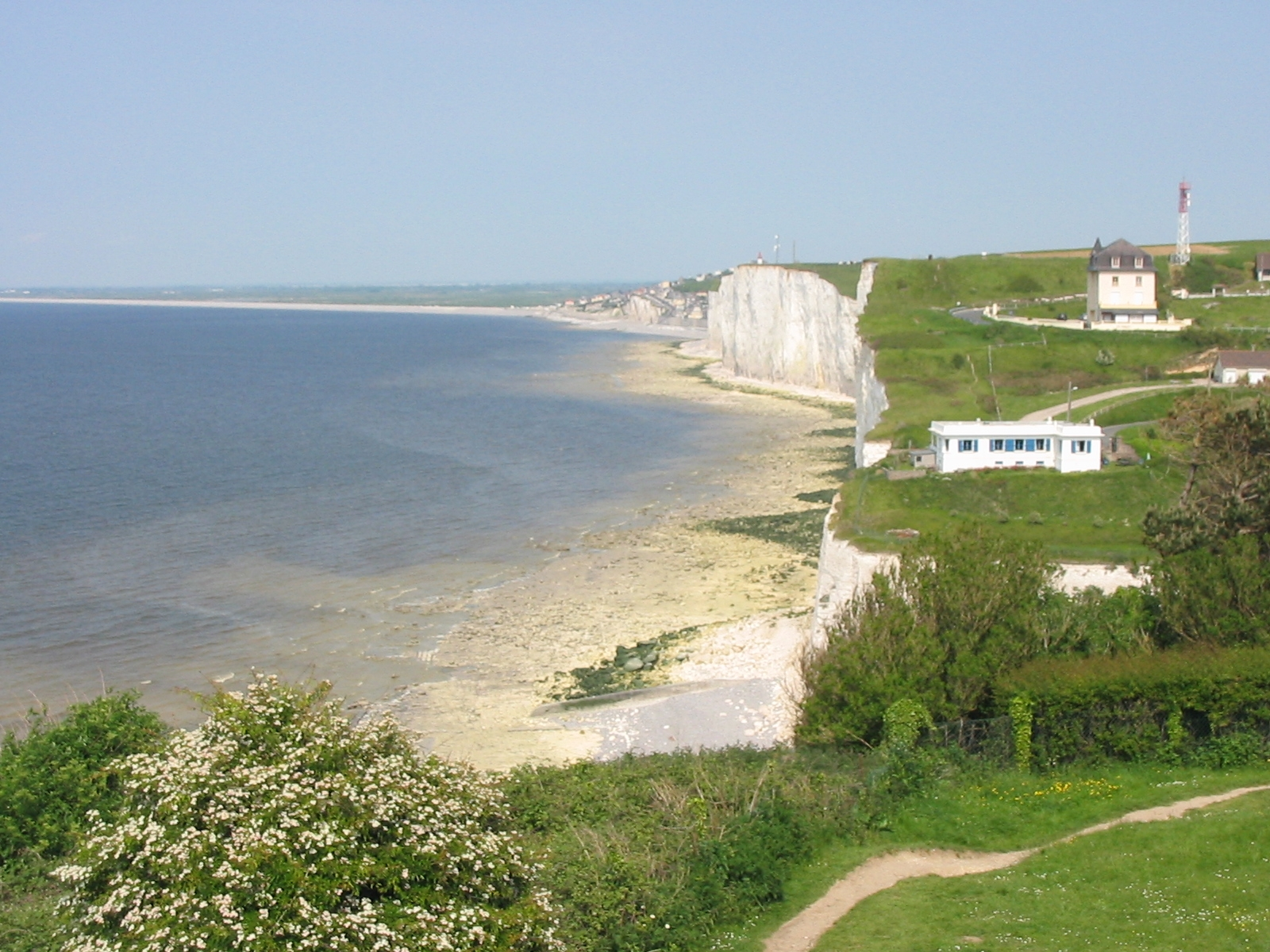
Stranden
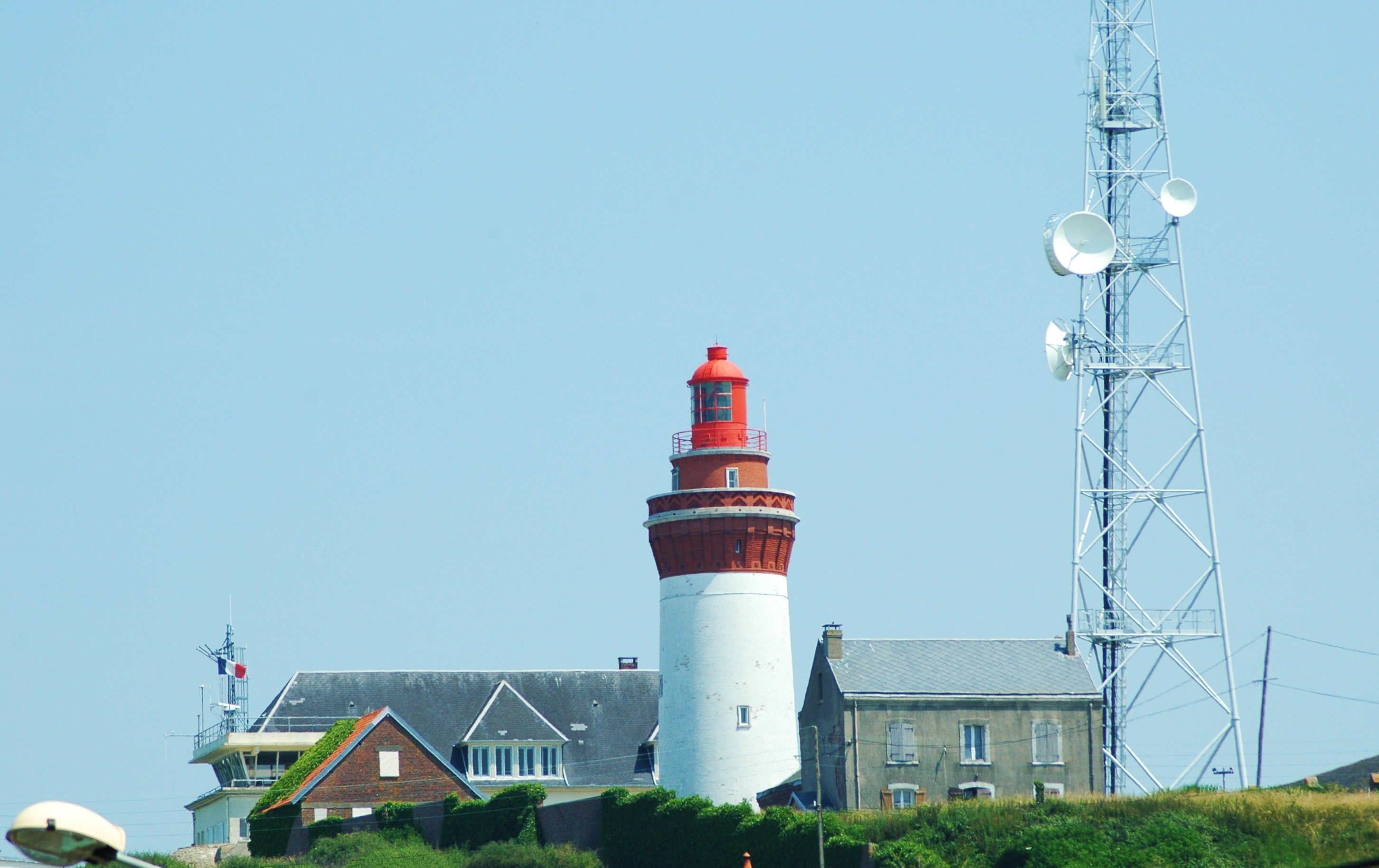
Fyren
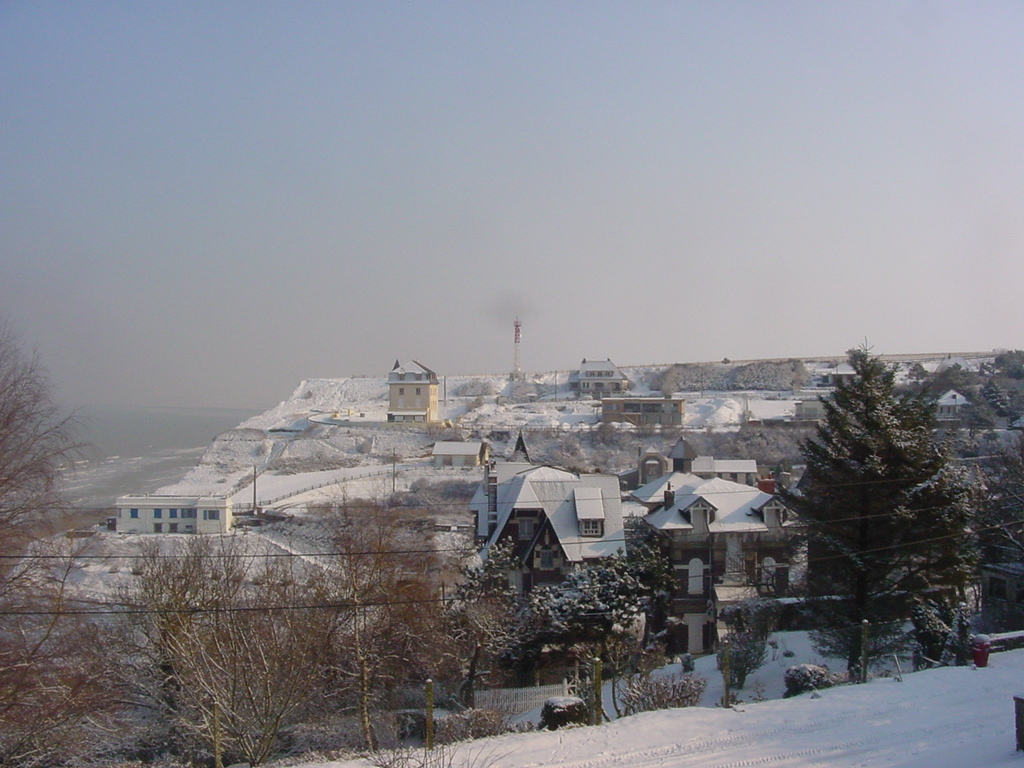
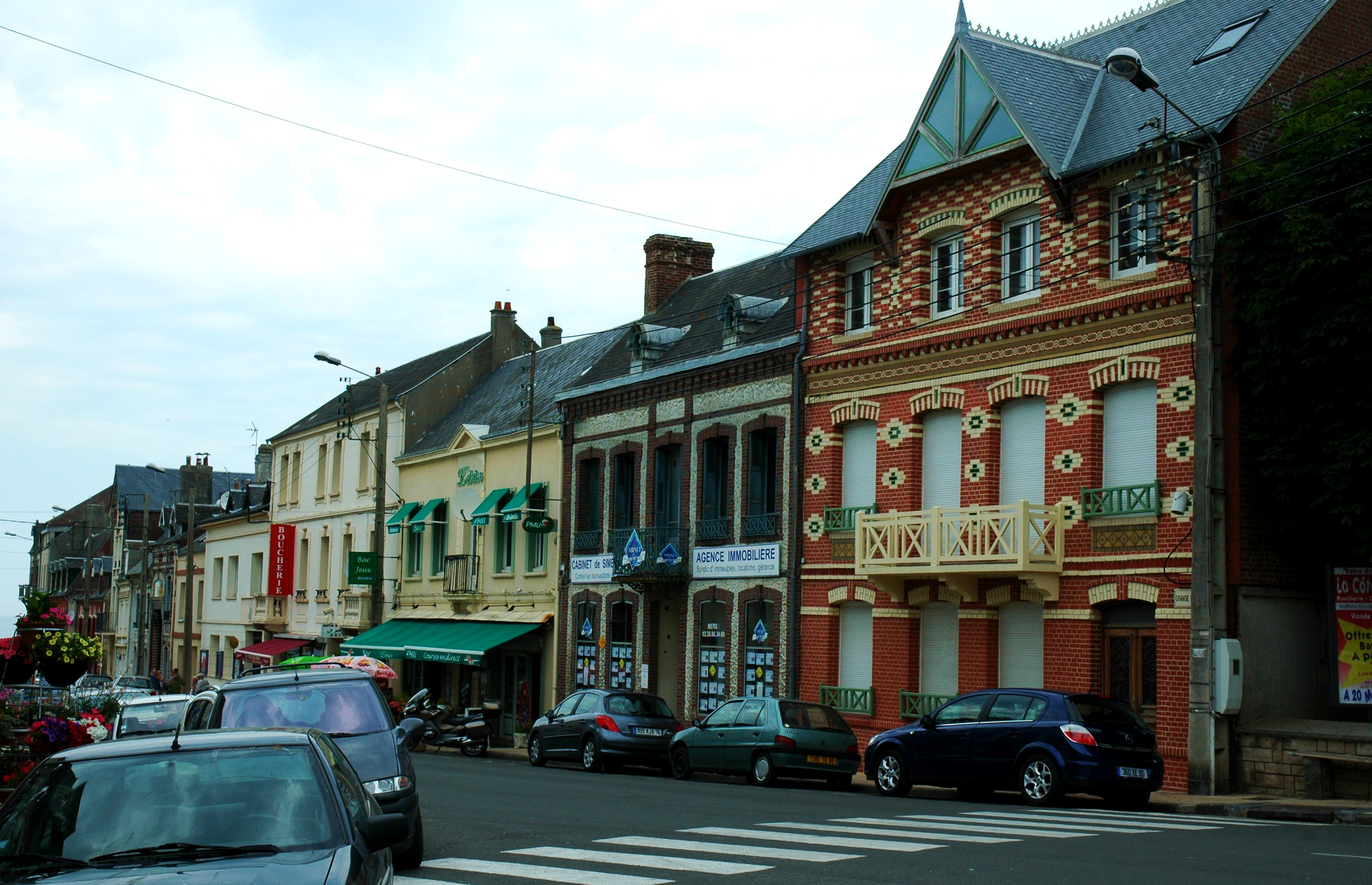
Storgatan mot sjön
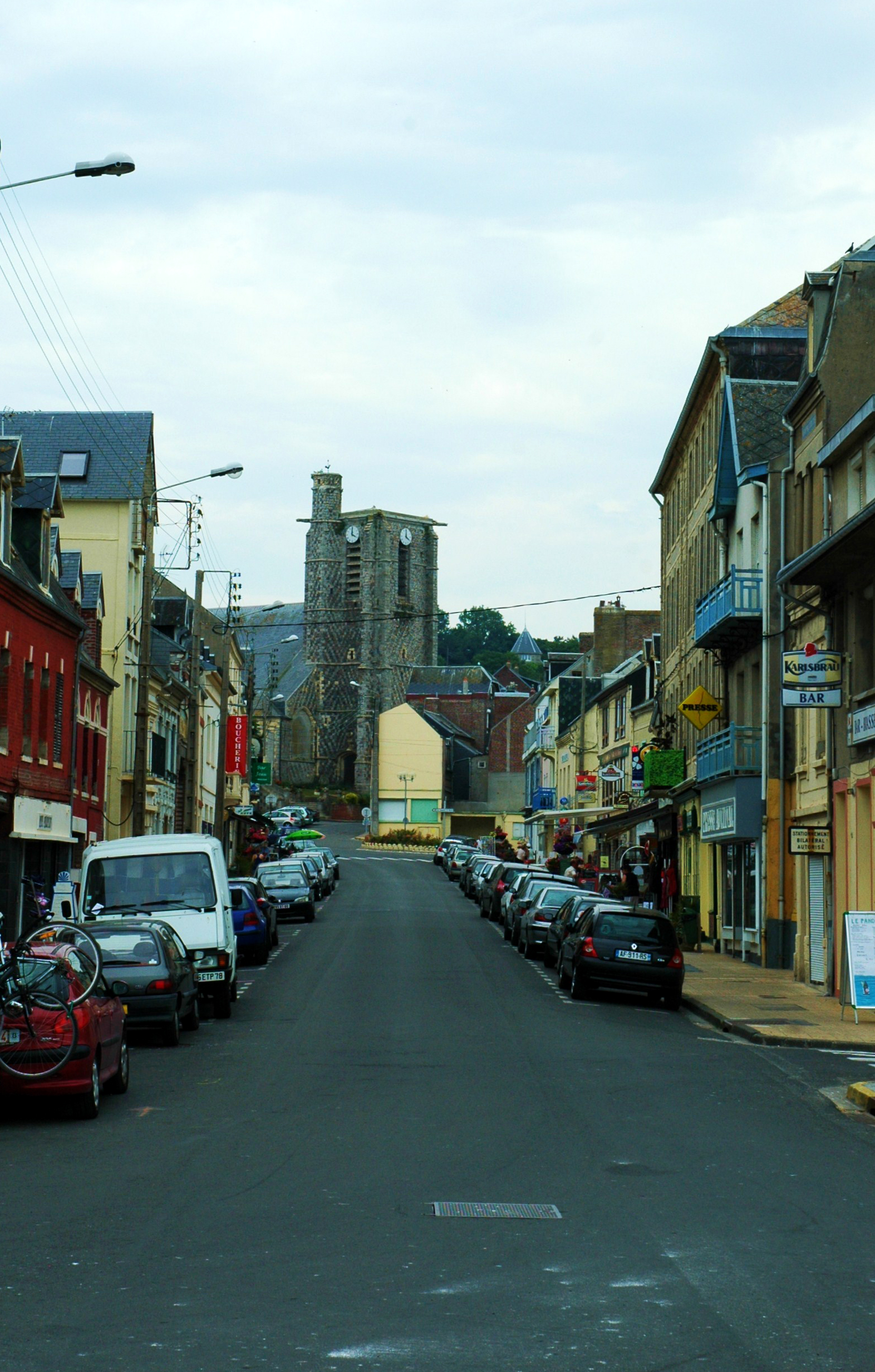
Gatan mot kyrkan Saint-Pierre
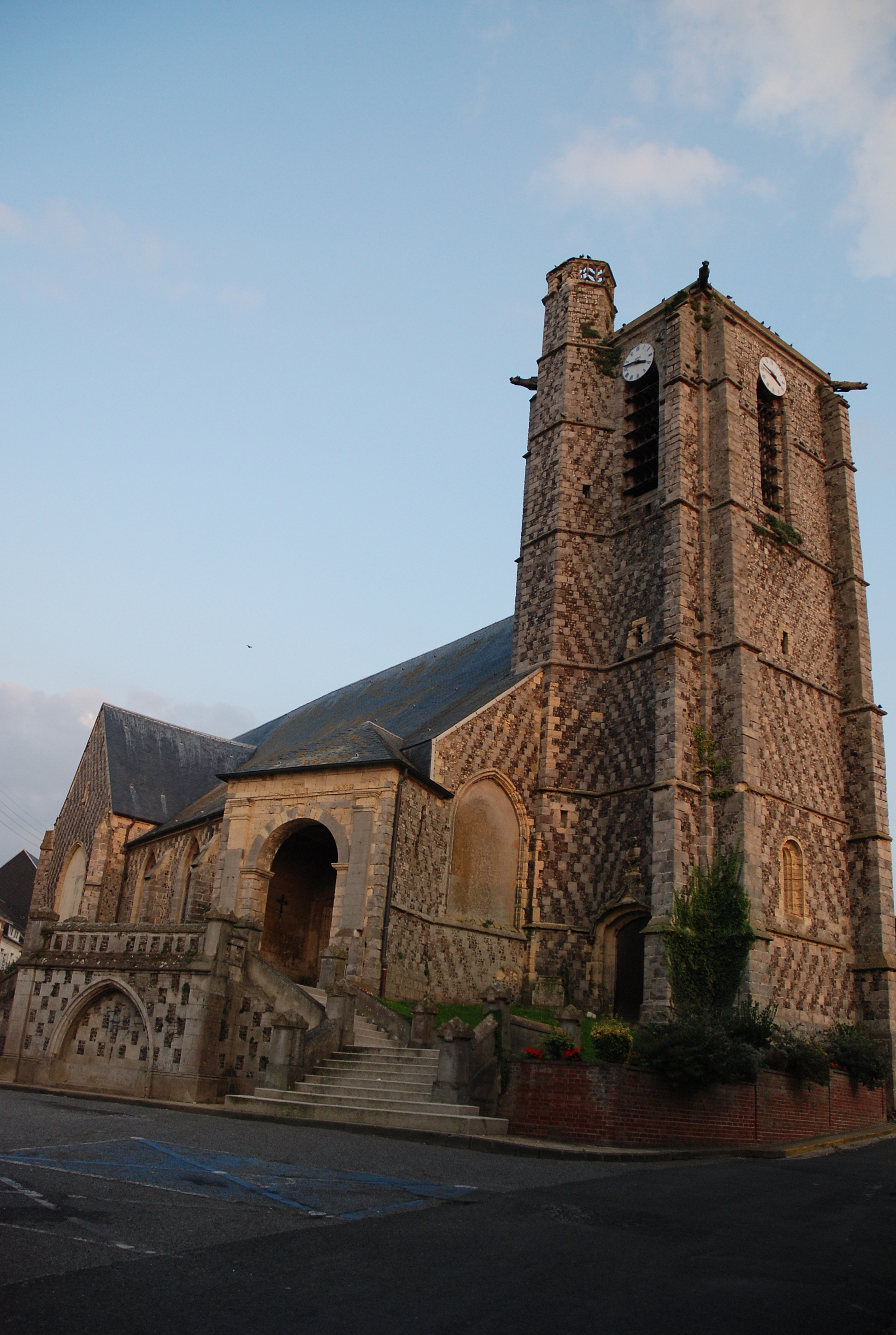
Kyrkan Saint-Pierre